# Ceftibuten
Ceftibuten ist ein Arzneistoff aus der Gruppe der Cephalosporine der dritten Generation, die zu den β-Lactam-Antibiotika zählen. Es kommt zur Behandlung von Bronchitis, Sinusitis (Nasennebenhöhlenentzündung) und Infektionen der Niere, der Gaumenmandeln, des Rachens und des Mittelohrs zum Einsatz. Es findet auch Gebrauch als orale Fortsetzungstherapie, wenn intravenöse Cephalosporine nicht mehr für eine anhaltende Behandlung notwendig sind. Ceftibuten wurde 1985 von Shionogi patentiert, verwendet wird das Dihydrat.

## Wirkspektrum
Nicht wirksam gegen Staphylococcus aureus. Nur eingeschränkt wirksam gegen Pneumokokken (Streptococcus pneumoniae) und B-Streptokokken (Streptococcus agalactiae). Wirksam gegen Streptococcus pyogenes, Haemophilus influenzae, Moraxella catarrhalis, Escherichia coli, Klebsiella pneumoniae, Proteus mirabilis und andere Enterobacteriaceae. Von Vorteil sind die verlängerte Halbwertzeit und die hohe β-Laktamasestabilität.

## Applikation
Ceftibuten wird als Dihydrat oral verabreicht.

## Nebenwirkungen
Gelegentlich treten Kopfschmerzen, Überempfindlichkeiten, Störungen des weißen Blutbilds (Leukopenie, Eosinophilie, Thrombozytopenie) und ein Anstieg der Leberenzyme auf. Selten kann es zu Erbrechen, Durchfall, Gastritis und anderen gastrointestinale Beschwerden kommen.

## Handelsnamen
Monopräparate
Caedax (D, A), Cedax (D, CH), Keimax (D, außer Handel)